# ميلت واغنر
ميلت واغنر (بالإنجليزية: Milt Wagner)‏ مواليد 20 فبراير 1963 في كامدن، هو لاعب كرة سلة محترف أمريكي سابق أصبح مدرباً بدأ مسيرته الاحترافية في سنة 1986 حيث تم اختياره من قبل فريق دالاس مافيريكس خلال الدرافت، وحمل الرقم 20 و25. يبلغ طوله 6 قدم 5 بوصة (2.0 م). اعتزل اللعب في 1999.

## روابط خارجية
- ميلت واغنر على موقع إن بي أي (الإنجليزية)
- ميلت واغنر على موقع سبورتس رفرنس (الإنجليزية)
- ميلت واغنر على موقع كرة السلة الأوروبية.كوم (الإنجليزية)
- ميلت واغنر على موقع كلية كرة السلة في سبورتس رفرنس.كوم (الإنجليزية)
- ميلت واغنر على موقع ريلجم (الإنجليزية)
- ميلت واغنر على موقع بروبوليرز (الإنجليزية)